# Swedish Open 2009
Swedish Open 2009 (eller Catella Swedish Open) var en tennisturnering som spelades utomhus på grus mellan 7 och 19 juli 2009. Det var den 62:e upplagan av tävlingen och spelplatsen var vanligt Båstad Tennisstadion i Båstad. För första gången sedan 1990 arrangerade Swedish Open också en damsingelturnering.

## Mästare

### Herrsingel
Robin Söderling besegrade  Juan Monaco, 6-3, 7-6(4).
- Turneringssegern var Söderlings första ATP-titel för året och hans fjärde totalt. Det var hans första singelturneringseger i tävlingen, hans första dubbelturneringseger kom året innan, i Swedish Open 2008.

### Dubbel
Jaroslav Levinsky /  Filip Polasek besegrade  Robert Lindstedt /  Robin Söderling med 1-6, 6-3, 10-7.